# Khalid Lyamlahy
Khalid Lyamlahy, né en 1986 à Rabat (Maroc), est un universitaire, écrivain et critique littéraire franco-marocain. Il est lauréat de la mention spéciale du Prix des Cinq Continents de la Francophonie pour son roman Évocation d'un mémorial à Venise (2023).

## Biographie
Né à Rabat au Maroc en 1986, Khalid Lyamlahy fait une carrière d'ingénieur en France et en Angleterre avant de se consacrer à la littérature. Il est titulaire d’un diplôme d’ingénieur de l’École des Mines d’Alès (2008), d’un Master en Littérature Générale et Comparée (2014) de l’Université Paris 3 – Sorbonne Nouvelle, et d’un doctorat en littératures francophones de l’Université d’Oxford (2018).
Depuis 2019, il enseigne la littérature maghrébine francophone à l’Université de Chicago aux États-Unis.
En 2017, il publie son premier roman, Un roman étranger, aux Éditions Présence Africaine.
Son deuxième roman, Évocation d’un mémorial à Venise, est publié en 2023 par la même maison d’édition. Le roman est récompensé du Prix Éthiophile, de la mention spéciale du Prix des Cinq Continents de la Francophonie, et de la mention spéciale du Prix Jésus Paradis du deuxième roman. Il est également finaliste du Prix Alain Spiess du deuxième roman.
Il a traduit en arabe Habiter le monde : essai de politique relationnelle de Felwine Sarr, et coécrit avec Rym Khene un petit livre de poésie et de photographie, J’ai rencontré un cheval de mer.
Il contribue à plusieurs revues littéraires en France et aux États-Unis, dont En Attendant Nadeau, Zone Critique, Non-Fiction et World Literature Today.

## Publications
- Un roman étranger, roman, Paris, Présence Africaine, 2017  (ISBN 978-2-7087-0896-9).
- J’ai rencontré un cheval de mer (avec Rym Khene), poésie/photographie, Bruxelles, La place, 2020  (ISBN 978-2-9602918-2-7).
- Abdelkébir Khatibi: Postcolonialism, Transnationalism, and Culture in the Maghreb and Beyond (ouvrage collectif codirigé avec Jane Hiddleston), Liverpool, Liverpool University Press, 2020  (ISBN 978-1789622331).
- Évocation d’un mémorial à Venise, roman, Paris, Présence Africaine, 2023  (ISBN 978-2-7087-1003-0).